# فقه موازن
فقه الموازنات هو عبارة عما يقوم به المجتهد من موازنة بين الأحكام الاجتهادية، أو هو الموازنات الشرعية بين المصالح والمفاسد، والترجيح بحسب القواعد التي اعتمد عليها في الاستدلال.

## تعريف
فقه الموازنات هو اسم آخر في الفقه المقارن المعروف وهو الفقه الذي يبحث في الأدلة المختلفة (سواء كانت نقلية أو عقلية) وذلك حسب ضوابط الترجيح عند العلماء.
الموازنة مشتقة من الفعل: وازن يوازن موازنة إذا وازن بين الشيئين أي: ساوى بين الشيئين ونظر أيهما اوزن.
يقول الشيخ بكر أبو زيد في معجم المعاجم اللفظية (الفقه المقارن):هذا إصلاح حقوقي وافد يُراد به: مقارنة فقه شريعة الله بالفقه الوضعي المصنوع المختلق الموضوع من آراء البشر وأفكارهم. وهو مع هذا لا يساعد عليه الوضع اللغوي للفظ "قارن" إذْ المقارنة هي المصاحبة، فليست على ما يريده منها الحقوقيون من أنها بمعنى "فاضل" التي تكون وازن، إذْ الموازنة بين الأمرين: الترجيح بينهما، أو بمعنى  "وازن" لفظاً ومعنى. أو بمعنى "قايس" إذ المقايسة بين الأمرين تعني: التقدير بينهما.
يقول الشاعر: عن المرء لا تسأل وسل عن قرينه .. فكل قرين بالمقارن يقتدي؛ وقد اشتق القدامى من مادة القرن "الاقتران" بمعنى الازدواج، فقالوا: اقترن فلان بفلانة، أي تزوجها، وسمي النكاح "القرآن" وزان الحِصان. وأصل ذلك في لغة العرب، أن العرب كانت تربط بين قرني الثورين بمسد تُسميه "قرنْ" على وزن بقر فسميا "قرنين" وسمى كل منهما قرين الآخر. فلتهنأ الزوجة الراقية بلسان العصر من تسميتها "قرينة" فصاحبها ذلكم الثور؟ وعليه: فهذا الاصطلاح "الفقه المقارن" تنبغي منابذته وضعاً وشرعاً دفعاً للتوليد والمتابعة.